# Viggo Johansen
Viggo Johansen, född 3 januari 1851 i Köpenhamn, död där 18 december 1935, var en dansk målare. Han var far till Nanna Ullman och bror till Helga Johansen.

## Biografi
Johansen tillhörde Skagenmålarna; efter avslutad akademikurs kom han 1875 första gången till Skagen, där han träffade sin blivande hustru, sedan ofta använd som modell, samt Michael Ancher och Karl Madsen. Redan 1874 hade han målat tillsammans med Peder Severin Krøyer i Hornbæk. Han första interiörer med fiskarfolk, bland annat Måltiden (1877, Hirschsprungska galleriet) och Moder och son (1879), tävlar i detaljstudiet med de gamla holländarnas realistiska genrebilder. De väckte uppmärksamhet i Wien 1882 och ännu större framgång hade Johansen i Paris 1885 med en bild från sitt hem, på danska kallad Aftenpassiar (Kunstmuseet).
Från denna tid kretsade Johansens konst främst kring hemlivet, familjen och vännerna, som återges med äktdansk, intim, stundom lite spjuveraktig psykologi och mycken finhet i valörerna. För ett rums atmosfär och olika ljuseffekter på kvällen - skenet från fotogenlampor och stearinljus, reflexer i glas och tavelramer med mera, hade Johansen utmärkt blick. Han värderade dessa fenomen både ur målerisk och lyrisk synpunkt. De lyriska tendenserna klingade starkast ut i den stora, dekorativt verkande kompositionen från Dragør, där några konfirmandflickor i de för Amager karaktäristiska sjalarna syns stadda på en svärmisk kvällspromenad (flera förstudier, den slutliga tavlan Ungdom i Hamburgs Kunsthalle). 
Annars lutade Johansen mest åt vardagsrealism, gärna med humoristisk underton som i Barnen badas i Ordrupgaardsamlingen. Han målade även landskap, till exempel från Skagen och Amager, med stor enkelhet i motiven. Johansen representerar danskheten bättre än någon annan samtida konstnär. Betecknande för hans målningssätt är tonens avdämpning och under sina senare år en lätt pointillism, som särskilt åt porträtten ger ett spelande liv. Ett storverk är Kunstmuseets mäktiga bild av ett sammanträde i akademirådet, målad 1906-08. Även svenska Nationalmuseums porträttgrupp Bland konstnärer (1902-03), likaleder framställd i skenet av fladdrande ljuslågor, förtjänar att framhållas. Johansen var från 1897 ledamot av svenska konstakademien. Johansen är representerad vid bland annat Göteborgs konstmuseum och Nationalmuseum i Stockholm.

## Utmärkelser
- Riddare av Dannebrogorden,  1894[8]
- Dannebrogsmännens hederstecken,  1915[8]
- Kommendör av Dannebrogorden,  1919[8]
- Thorvaldsenmedaljen

[Redigera Wikidata]

## Bildgalleri

Resande från Anholt på väg från stranden till segelfartyg1987 eller 1888
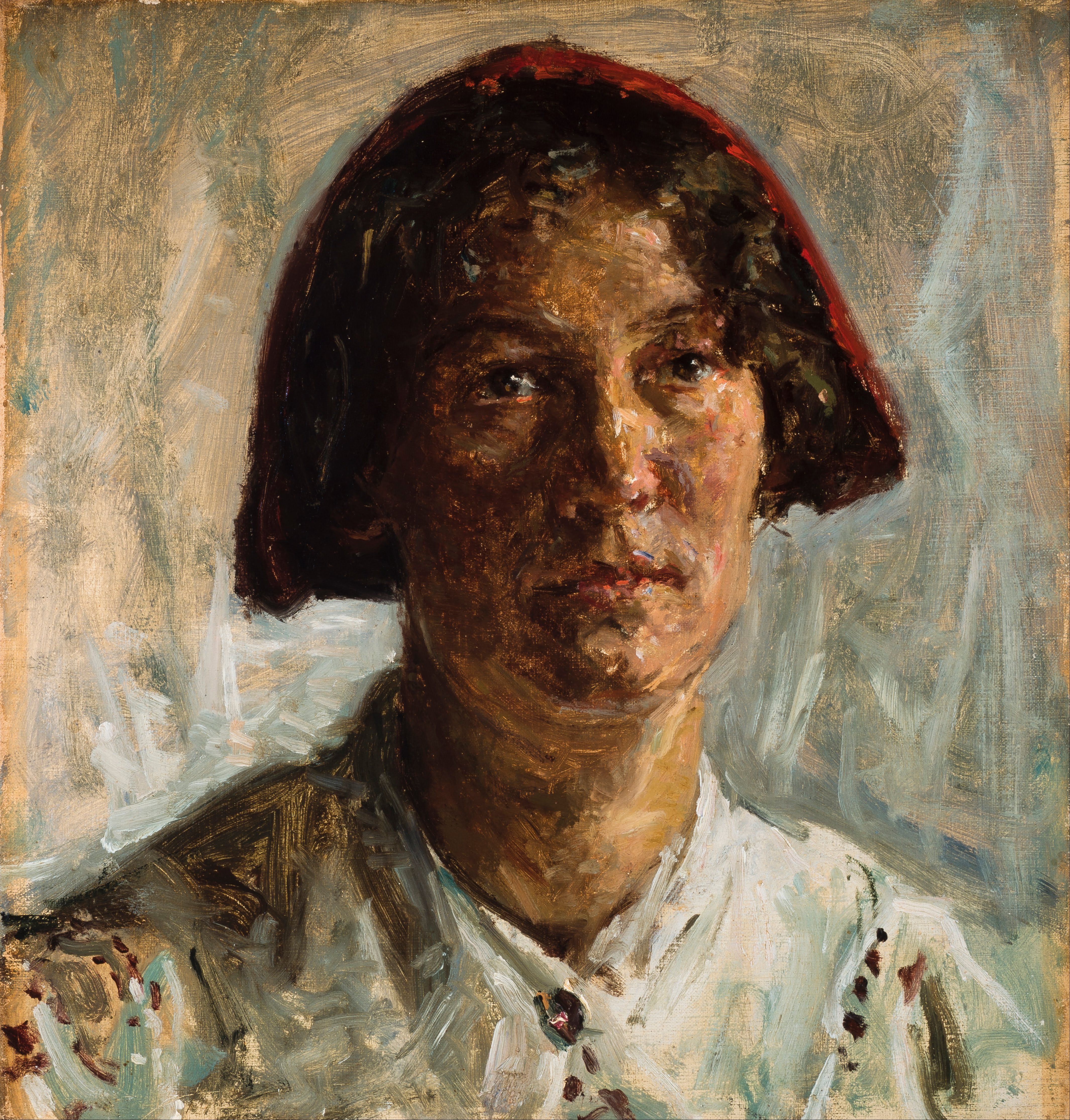
Porträtt av Alice Nordin
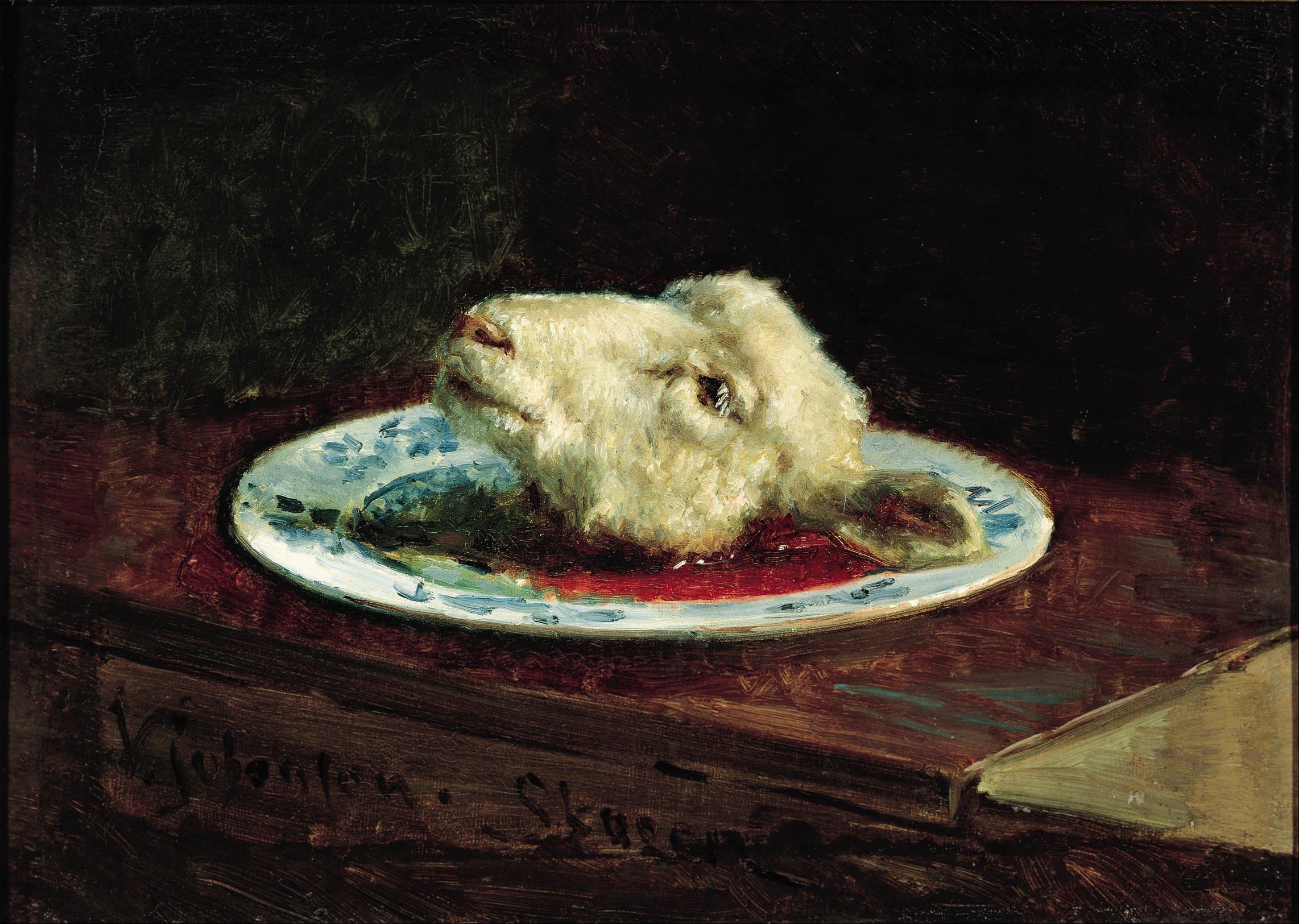
Lammhuvud på fat, 1880
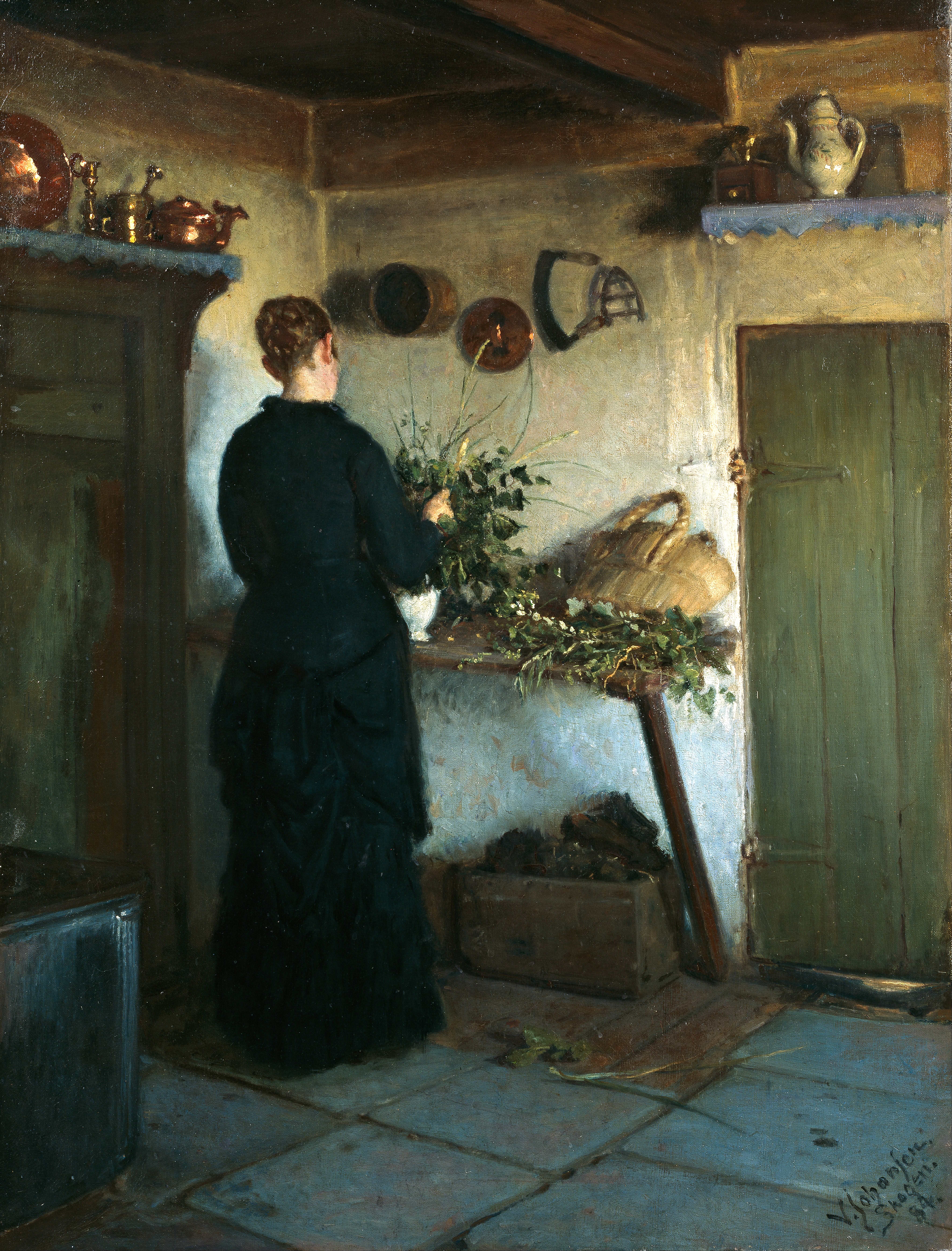
Köksinteriör, 1884
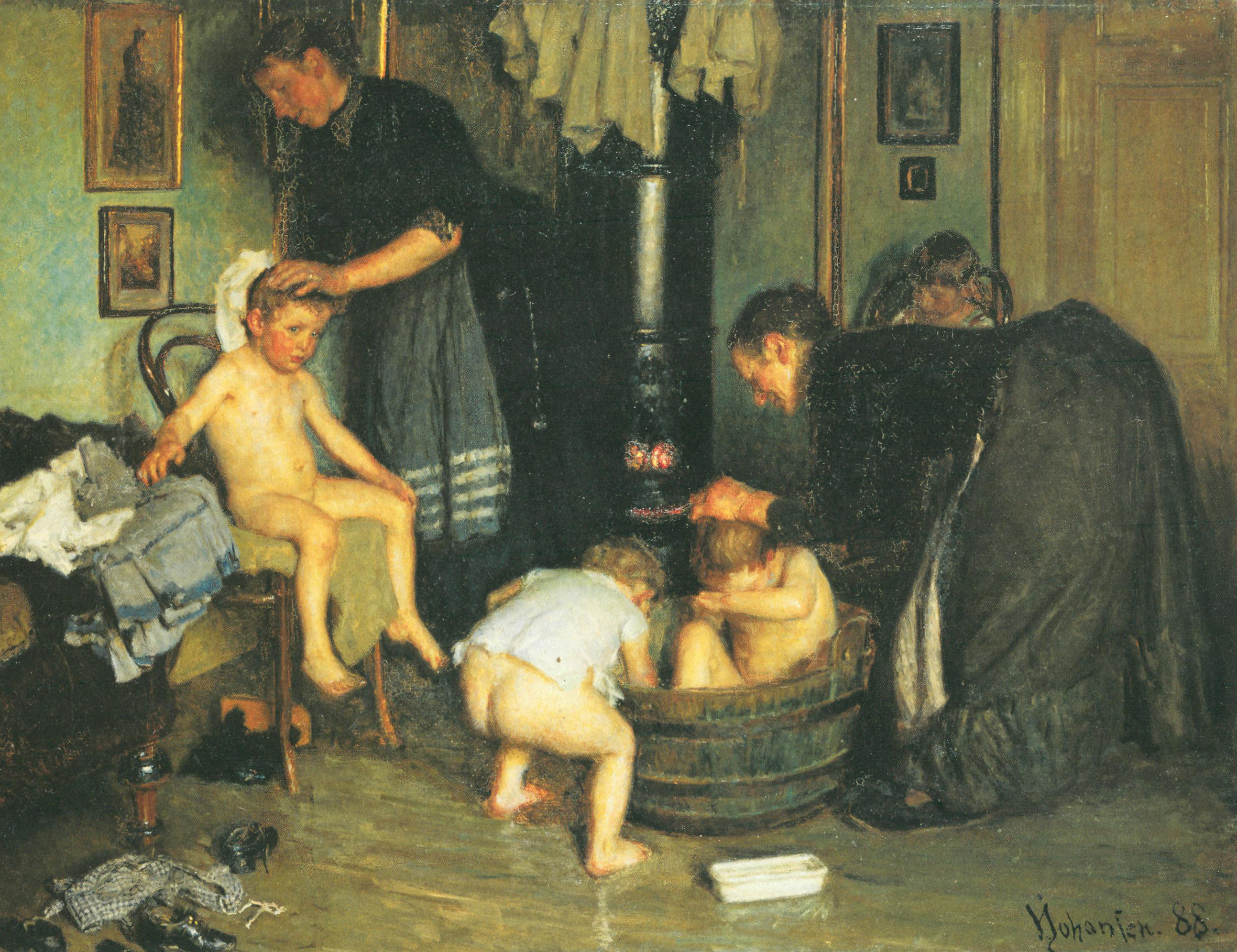
Barntvätt, 1888
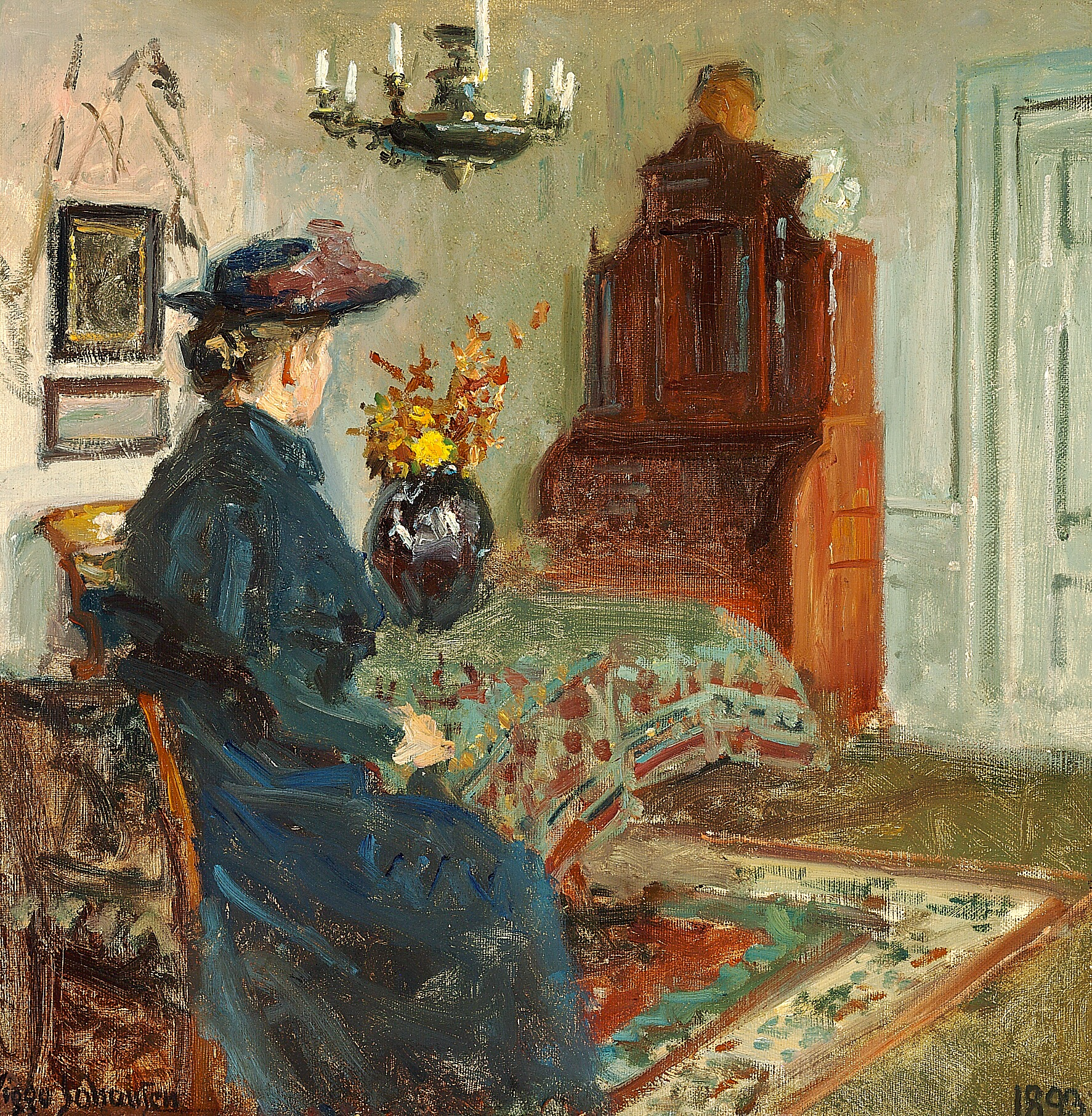
Interiör med hustrun Martha Johansen, 1893
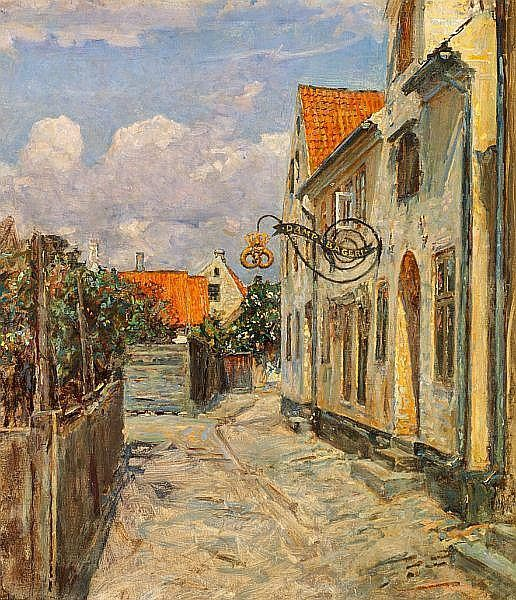
Gata i Dragør, 1912
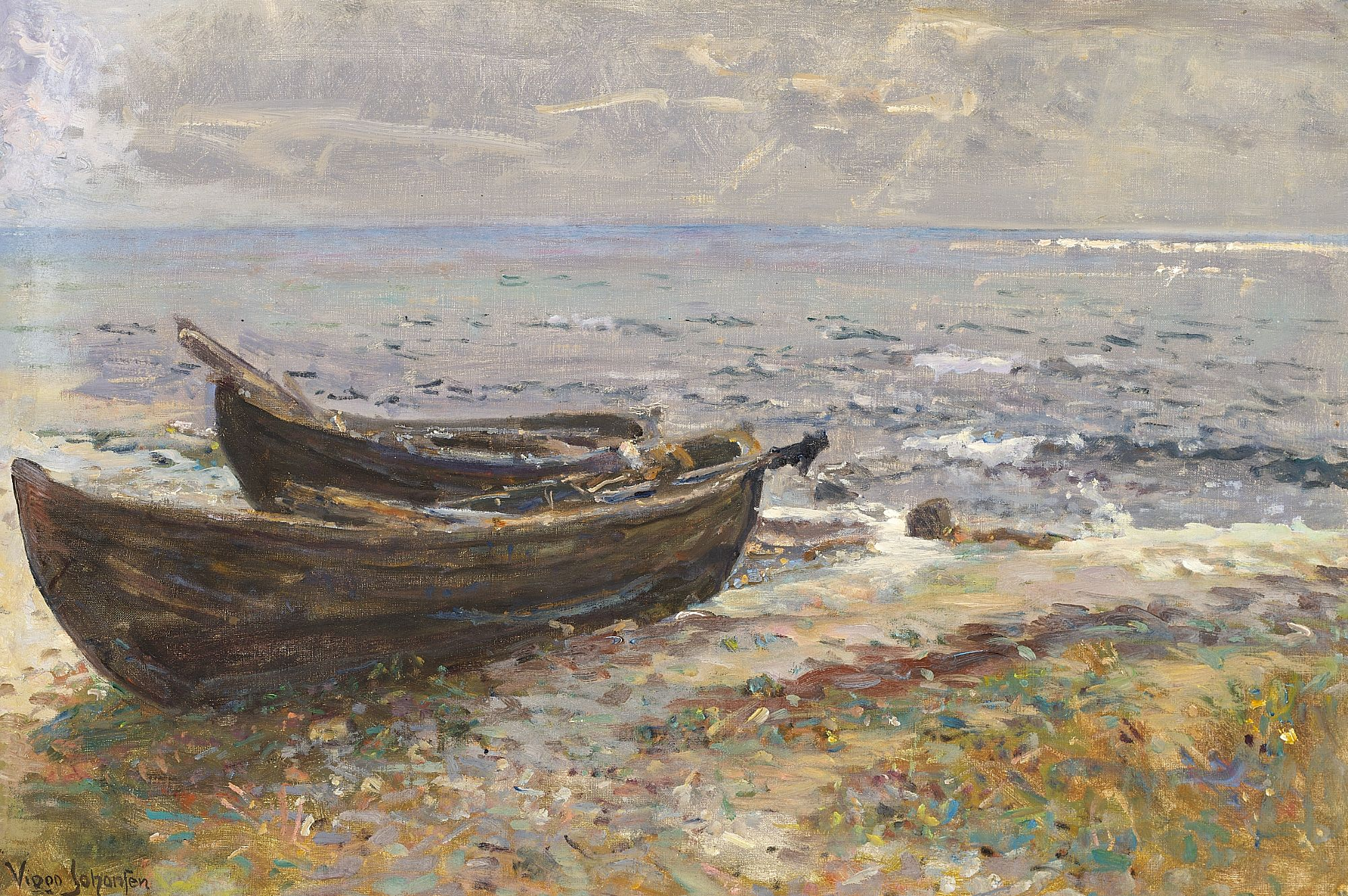
Båtar på stranden på Ærø, 1917 eller 1918